# Робитель, Адам
Адам Робитель — американский кинорежиссёр, продюсер, сценарист и актёр. Он наиболее известен по режиссуре фильмов ужасов, таких как «Опасные действия Деборы Логан» (2014), «Астрал: Последний ключ» (2018), «Комната побега» (2019) и её сиквел «Комната побега: Турнир чемпионов» (2021). Он также был соавтором сценария «Паранормальное явление: Призрачное измерение» (2015).
В июле 2021 года издание Deadline Hollywood сообщило, что РобителЬ и его соавтор Гэвин Хеффернан объединились с Дарреном Аронофски для работы над сериалом-триллером для Netflix под названием «Жажда».
В июле 2019 года издание Deadline Hollywood сообщило, что Хеффернан и Робител объединились с Сэмом Рэйми для работы над «Безымянным сверхъестественным триллером» для Sony Pictures.

## Образование
Адам Робитель родился 28 мая 1978 года. Робитель окончил Школу кинематографических искусств Университета Южной Калифорнии

## Личная жизнь
Робител был воспитан католиком. Он был гимнастом, который впервые занялся актерством, будучи в USC. Его пробный сценарий, The Bloody Benders, привлек внимание Гильермо Дель Торо и стал его первой официальной собственностью, на которую он получил право.
Он благодарен своей бабушке, которая вырастила его и его сестру на историях о привидениях, за свою любовь ко всему мрачному. Робител был со своим партнером Рэем двадцать лет.

## Фильмография
| Год  | Название                                | Директор | Сценарист |
| ---- | --------------------------------------- | -------- | --------- |
| 2014 | Демоны Деборы Логан                     | Да       | Да        |
| 2015 | Паранормальное явление 5: Призраки в 3D | Нет      | Да        |
| 2018 | Астрал 4: Последний ключ                | Да       | Нет       |
| 2019 | Клаустрофобы                            | Да       | Нет       |
| 2021 | Клаустрофобы 2: Лига выживших           | Да       | Нет       |

Актёрские роли
| Year | Title                          | Role                          | Notes                                          |
| ---- | ------------------------------ | ----------------------------- | ---------------------------------------------- |
| 2000 | Люди Икс                       | Парень на линии               |                                                |
| 2002 | Правила секса                  | Тупой парень из Лос-Анджелеса | Не указано в титрах                            |
| 2005 | 2001 маньяк                    | Лестер                        |                                                |
| 2006 | Вернуть отправителю            | Бутч                          | Короткометражный фильм                         |
| 2010 | 2001 маньяк: Территория криков | Лестер                        |                                                |
| 2011 | Чиллерама                      | Бутч                          | Сегмент: «Я был подростком-медведем-оборотнем» |
| 2011 | Один на дорогу                 | Стенд                         | Короткометражный фильм                         |
| 2012 | Вырезать/Печать                | Офицер Смит                   |                                                |
| 2015 | Инфекция: Фаза 2               | Спецназовец №1                |                                                |
| 2019 | Клаустрофобы                   | Гейб                          |                                                |